# Urtubey
Urtubey är en udde i Antarktis. Den ligger i Västantarktis. Argentina, Chile och Storbritannien gör anspråk på området.
Terrängen inåt land är kuperad österut, men åt sydost är den bergig. Havet är nära Urtubey åt nordväst. Trakten är obefolkad. Det finns inga samhällen i närheten. 